# Eudiscopus denticulus
Eudiscopus denticulus  là một loài động vật có vú trong họ Dơi muỗi, bộ Dơi. Loài này được Osgood mô tả năm 1932.